# 岩本行正
岩本 行正（いわもと ゆきまさ、1932年12月7日 - 2018年7月7日）は、日本の実業家、銀行家。中京テレビ放送社長、会長を務めた。

## 経歴・人物
愛知県出身。1955年に名古屋大学法学部を卒業し、同年に東海銀行に入行。東京総務部長、取締役、営業企業部長、人事部長、本店営業部長、常務、資金営業部長を経て、1989年6月に専務に就任。
1991年6月に中京テレビ放送副社長に就任し、1992年6月から2003年6月までに社長を務め、2003年6月から会長に就任した。
2018年7月7日、胃がんのために死去。85歳没。